# Шарифуддин Арифин
Шарифудди́н Арифи́н (индон.  Syarifuddin Arifin; род. 1 июня 1956 г., Джакарта) – индонезийский поэт, участник движения «Поэты против коррупции».

## Краткая биография
Окончил среднюю школу в Паданге. Сменил множество профессий. В настоящее время работает журналистом падангской газеты «Халуан» (Курс). Начал писать стихи в 1970-е гг. Публиковал их в газетах «Пелита», «Халуан», «Синггаланг», в престижном столичном литературном журнале «Хорисон».  Выпустил три авторские антологии стихов, участвовал в десятках коллективных сборников. Стихи отмечают актуальность и живость языка, использование разговорных оборотов речи. Пишет также пьесы и рассказы. Участник группы «Поэты против коррупции». Принимает участие в постановках самодеятельных театров. C большим успехом читает свои произведения на поэтических фестивалях в стране (в том числе на Поэтическом фестивале Савахлунто - 2018) и за рубежом (Бруней, Малайзия, Сингапур, Таиланд). С 2016 г. - посол культуры минангкабау. В 2019 г. представлял Западную Суматру на праздновании Дня Картини в Джакарте, где читал свои стихи по центральному телевидению.

## Награды
- Международная премия писательской организации Малайзии «Нумера» за лучшее стихотворение (2014)[6].

## Основные публикации
- Ngarai (Пропасть). Jakarta: KolaseKliq, 1980.
- Catatan Angin di Ujung Ilalang (Заметки ветра на кончиках листа лаланга).  Padang: Taman Budaya Sumbar, 1998.
- Maling Kondang (Настоящий вор). Jakarta: TerasBudaya, 2012.
- Galodo: Antara Dua Sungai (Галодо: между двумя реками). Yogyakarta: Gambang, 2015.
- Sayap-sayap cinta: kumpulan cerpen (Крылья любви: сборник рассказов). Tangerang: D3M Kail, 2013 (совместно с др.).
- Patah tumbuh hilang berganti: kumpulan puisi (Что сломано, то снова вырастет; что исчезнет, то возместится). Pekanbaru: Palagan Press, 2015 (совместно с др.).
- Sepenggal rindu dibatasi waktu: kumpulan cerita pendek (Тоска, ограниченная временем: сборник рассказов). Pekanbaru : Palagan Press, 2015. (совместно с др.).

## Переводы стихов поэта на русский язык
- Сладость шипов (Kenikmatan Duri); Женитьба старика (Perkawinan Renta); Клоп (Kepinding) [7].